# Lokomotiva 751
Motorová lokomotiva řady 751 (do roku 1988 T 478.1) je skříňová čtyřnápravová dieselelektrická lokomotiva s uspořádáním pojezdu Bo´ Bo´. V provozu se jí přezdívá Zamračená či Bardotka (podrobněji níže). Jedná se o jednu z nejzdařilejších lokomotiv, které opustily brány pražské lokomotivky ČKD. Vyráběla je v letech 1964–1971. Lokomotiva má elektrický stejnosměrný přenos výkonu. Maximální povolená rychlost lokomotivy je 100 km/h, trvalá tažná síla lokomotivy činí 120 kN, maximální pak 220 kN. Hmotnost lokomotivy je 75 tun. U některých lokomotiv této řady bylo v 90. letech parní zařízení pro vytápění vlaků nahrazeno zařízením pro elektrické vytápění vlaků a lokomotivy byly přeznačeny na řadu 749.

## Historie
Na začátku šedesátých let dvacátého století se v Československu začíná přistupovat k postupnému plnění plánu elektrizace hlavních a motorizace vedlejších tratí. Do tohoto portfolia patřila i traťová motorová lokomotiva o výkonu přibližně 1 100 kW, schopná nahradit parní lokomotivy ve vozbě osobních vlaků a lehkých nákladních vlaků. Při zadávání projektu ještě nebylo rozhodnuto, zda se má použít elektrický nebo hydraulický přenos výkonu. Proto bylo rozhodnuto o výrobě dvou variant nových lokomotiv:  T 478.1 s elektrickým přenosem výkonu a T 478.2 s hydraulickým. Základní parametry byly schváleny koncem roku 1962 a poté započaly v ČKD konstrukční práce.
Jako první byla vyrobena dieselelektrická verze a první prototyp vytvořený konstruktéry Klézlem, Krejsou, Straubem a Doležalem pod označením T 478.1001 vyjel z továrny v listopadu 1964, druhý pak na jaře 1965. Stejného roku následoval i hydraulický exemplář, označený T 478.2001. Všechny tři stroje byly testovány v osobní i nákladní dopravě a vzájemně srovnávány; dieselelektrické především v LD Brno dolní, hydraulický v Praze-Vršovicích. Druhý jmenovaný však trpěl mnoha závadami a z provozu byl kvůli nim často odstavován. V roce 1966 byla vyrobena pětikusová ověřovací série s elektrickým přenosem a dodána taktéž do Vršovic; spolu se strojem T 478.2001 byla v provozu především na ramenech do Benešova, Tábora a Turnova. Po těchto zkouškách byl definitivně vývoj hydraulické verze zastaven a zahájena výroba řady T 478.1. Stroj T 478.2001 vydržel v provozu u ČSD jako pronajatý do roku 1970 a poté byl prodán do hutí Poldi Kladno, kde po přeznačení na T 478.4001 (a později neoficiálně ještě na T 478.4501) sloužil jako vlečkový; ve druhé polovině sedmdesátých let zde i dojezdil a později byl sešrotován.
Později byla odvozena verze bez parního generátoru, určená především pro nákladní dopravu; označena byla řadou T 478.2II a vyráběna od roku 1969.

## Výroba
Výroba první série proběhla v roce 1967, následovaná sérií druhou z let 1968–1969: 78 lokomotiv s parním generátorem a 52 bez parního generátoru. Poslední, třetí série byla vyrobena v letech 1970–1971 a čítala 60 lokomotiv s parním generátorem a 30 bez něj. Poté již byla ve výrobě vystřídána novou řadou T 478.3 (753).
Celkem bylo vyrobeno 230 lokomotiv s topením (řada T 478.1) a 82 lokomotiv bez něj (řada T 478.2).

## Technický popis

### Spalovací motor

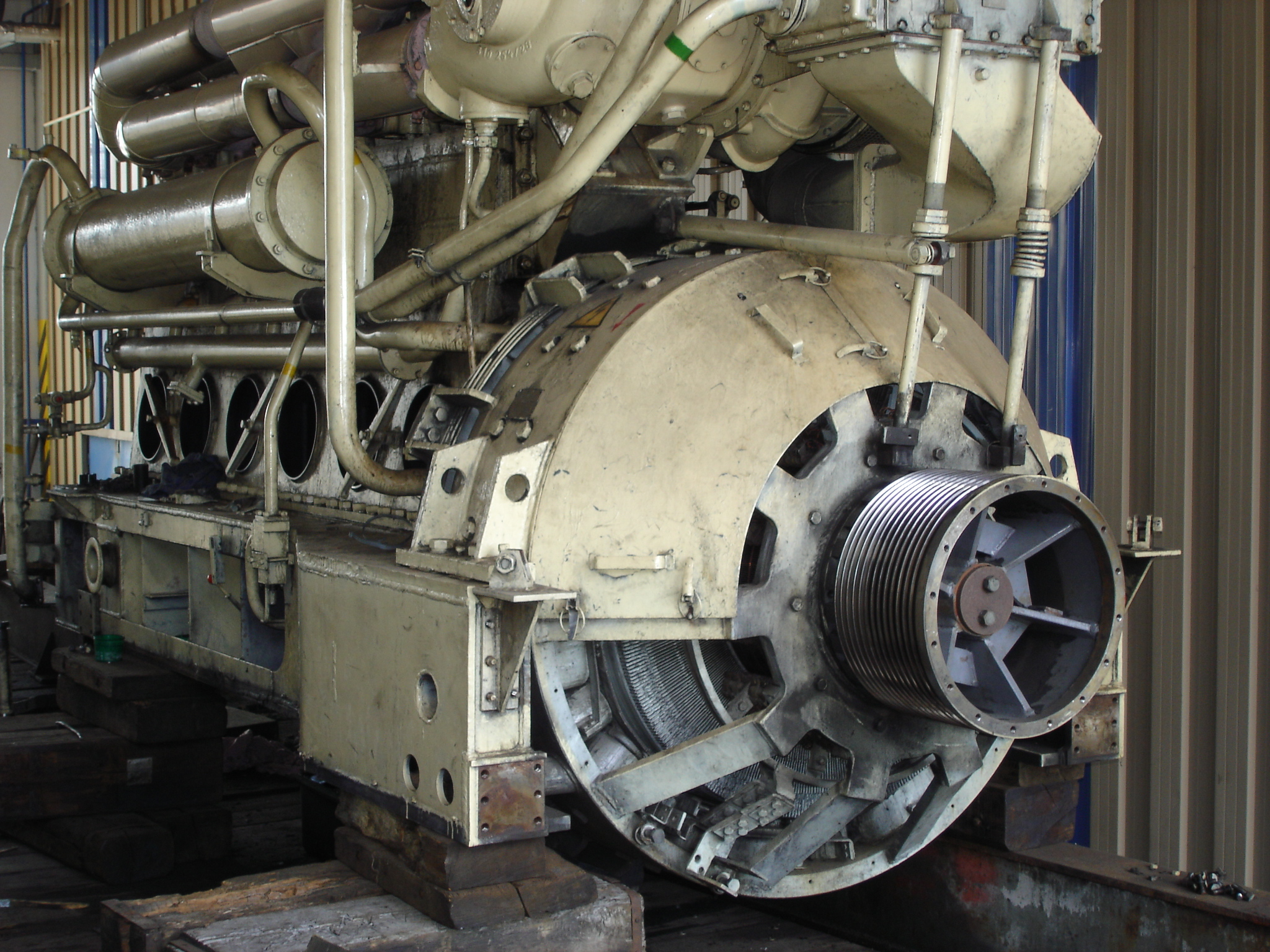
Přeplňovaný 6válcový motor K6S310DR s hlavním generátorem z lokomotivy řady 751.

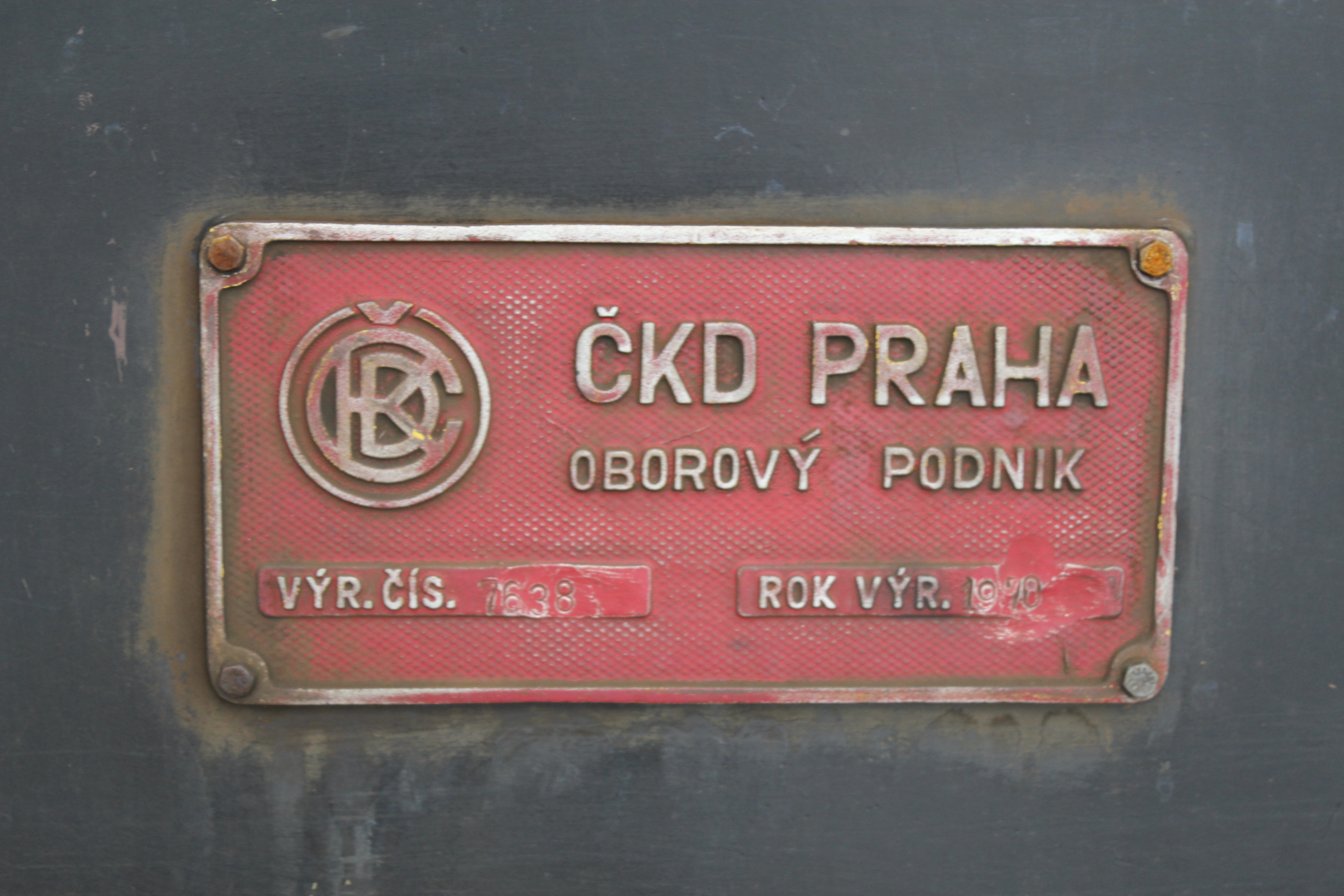
Výrobní štítek 749.264-8, výr. číslo 7638, rok výroby 1970

Lokomotiva má ve strojovně spolu s trakčním dynamem umístěn řadový stojatý čtyřdobý šestiválec ČKD K 6 S 310 DR, přeplňovaný turbodmychadlem PDH 50 V, jehož turbína je poháněna výfukovými plyny. Za turbodmychadlem je v sacím potrubí umístěn mezichladič plnicího vzduchu. Zdvihový objem agregátu činí 163,21 l, vrtání válců je 310 mm, zdvih pístů 360 mm. Ventilový rozvod je typu OHV, motor má jeden vačkový hřídel. Na každý válec připadá vstřikovač, dva sací a dva výfukové ventily. Vstřikovací čerpadlo je pro každý válec samostatné, s cizím pohonem (poháněna jsou od vačkového hřídele motoru). Vstřik paliva je přímý a každý píst má sedm pístních kroužků. Zajímavé je provedení chlazení pístu. V horní části je v hlavě pístu zalita trubice ve tvaru spirály. Ta je součástí mazacího okruhu motoru. Olej v ní proudí přes otvory v pístním čepu. Chladí tak nejvíce tepelně namáhané části pístu – dno a oblast pístních kroužků.

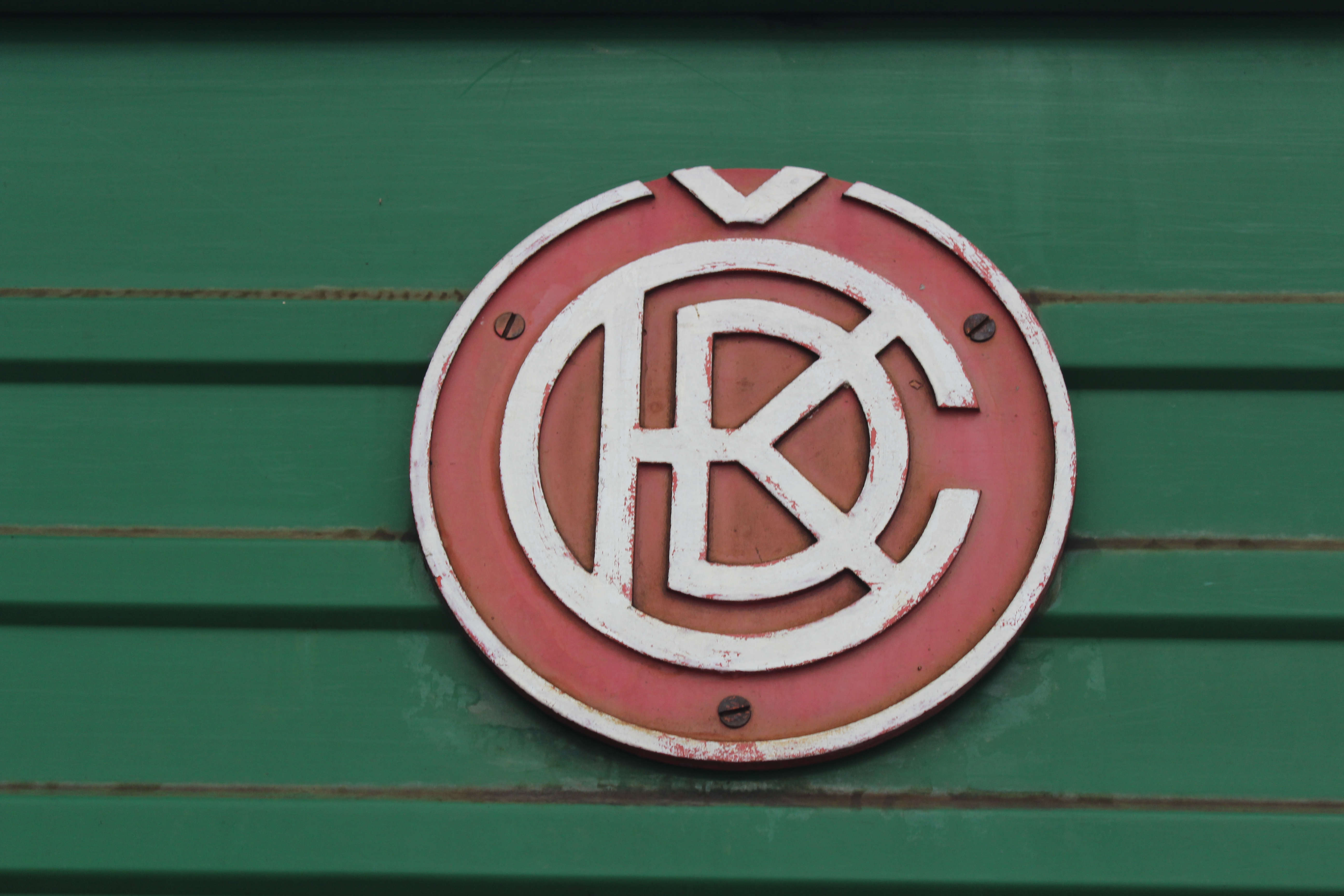
Znak ČKD na levé bočnici 749.264-8

Rozmezí otáček motoru je od volnoběžných 350 ot./min do maximálních 775 ot./min, při kterých dosahuje svého jmenovitého výkonu 1 103 kW. Startování motoru zajišťuje trakční generátor. Chlazení motoru je vodní, dvouokruhové. Voda je chlazena třemi ventilátory s hydrostatickým pohonem (hydročerpadlo – hydromotor). Bloky chladičů jsou zvenčí kryty sklopnými žaluziemi. Mazání motoru je tlakové, se zubovým olejovým čerpadlem, které je poháněno ozubeným soukolím od klikové hřídele. Některé lokomotivy byly opatřeny tlumiči výfuku za účelem snížení hluku. Někteří fandové však vyhledávají právě stroje bez tlumiče, aby mohli vychutnávat výrazný, jadrný zvuk výfuku nízkootáčkového robustního naftového motoru (jedná se o stejný efekt, jako při tuningu sportovních aut).

### Trakční motory
Lokomotiva má čtyři paralelně zapojené tlapové trakční motory typu TE 005 E, v každém podvozku dva. Jsou to sériové čtyřpólové elektromotory s pomocnými póly a cizí ventilací. Zeslabování buzení je dvoustupňové.

### Trakční generátor
Trakční generátor je stejnosměrný šestipólový elektrický točivý stroj, dynamo, s cizím buzením a vlastní ventilací – typového označení TD 802 C .

### Regulace výkonu
Pomocí sdruženého regulátoru jsou na základě požadavku od jízdního kontroléru nastavovány dílčí otáčkové stupně (0 až 8). Ty jsou pak udržovány na konstantní hodnotě přidáváním paliva nebo odbuzováním generátoru. Řízení cizího buzení trakčního dynama je provedeno pomocí diferenciálního budiče, který kombinuje cizí, derivační a dekompaudní buzení.

## Provoz

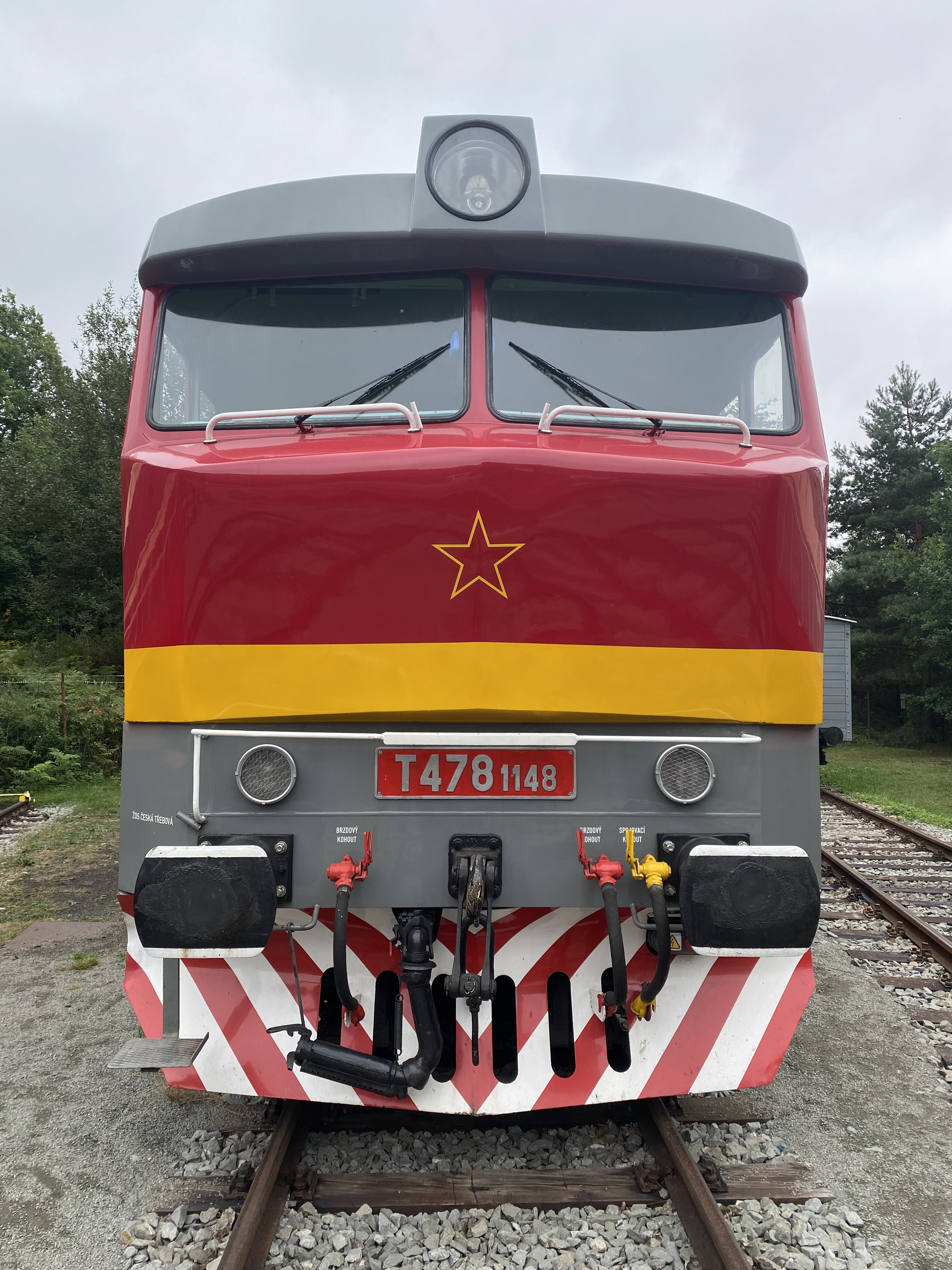
T478 Muzeum Lužná u Rakovníka

Nové lokomotivy byly ihned po vyrobení dodávány do mnoha lokomotivních dep napříč celým Československem, většinou po několika kusech do každého, aby byly uspokojeny potřeby ve většině lokalit. Později se rozšířily i do menších služeben, a to především díky dodávkám více než čtyř stovek nových strojů řady T 478.3, které disponovaly vyšším výkonem a tažnými silami. Krátce po dodání byly na 9 lokomotiv řady T 478.2 dosazeny parní generátory uvolněné z lokomotiv řady T 444.1 a tyto tak byly dodatečně přeznačeny na řadu T 478.1 s inventárními čísly 231–239.
Více než tři desetiletí sloužila většina lokomotiv v osobní i nákladní dopravě prakticky beze změn – první vlna rušení přišla v 90. letech v souvislosti s dodávkami nových motorových vozů (řady 842, 843, rekonstrukce na řadu 854) a omezováním výkonů zejména v nákladní dopravě. Část lokomotiv byla přestavěna na elektrické vytápění a nově označena řadou 749; tyto přestavby byly prováděny pouze v České republice, na Slovensku pro výkony v osobní dopravě postačovaly pouze řady 750 a 754. V Česku bylo rozhodnuto o administrativním zrušení řady 752 a všechny zbývající lokomotivy této řady byly přečíslovány na řadu 751.3. V roce 1995 byl jako 752.001 označen prototyp vzniklý z lokomotivy řady 753 s použitím motoru z řady 770.
Po roce 2000 byly lokomotivy čím dál častěji odstavovány pro špatný technický stav a postupně z výkonů stahovány. Oddělením nákladních dopravců (ČD Cargo, ZSCS) připadla většina přeživších lokomotiv právě jim, České dráhy si ponechaly pouze historické prototypy a dalších několik lokomotiv zejména na náhradní díly. U ČD Cargo byly lokomotivy 751.219 a 749.018 jako jediné opatřeny i modrým korporátním nátěrem.
Na Slovensku v současnosti zbývají přibližně tři desítky provozuschopných lokomotiv dopravce ZSSK Cargo, zajišťujících nákladní dopravu na mnoha tratích po celé zemi (Žilina, Plešivec, Humenné, Prievidza, Bratislava, Trenčianska Teplá, Nové Zámky a Zvolen) společně s řadou 752. Na rozdíl od ČD Cargo zde i nadále lokomotivy procházejí hlavními opravami, při nichž dochází i k drobným rekonstrukcím (např. dosazení LED světel, zabezpečovače MIREL, atd.).
ČD Cargo ponechalo v provozním stavu pouze jednu lokomotivu 751, deponovanou pod SOKV Ostrava a to 751.219, která je nasazována na posuny a pomoci při nákladní přepravě na Ostravsku. V roce 2023 byla zprovozněna i 751.316, která následně byla odvezena na Slovensko pod společnost ČD Cargo Slovakia.

## Historické a soukromé lokomotivy
- Stroj 751.149 zvaný "Rudý Říjen" stojí po novém laku u depa Teplice.751.001-9 (T478.1001; České dráhy)

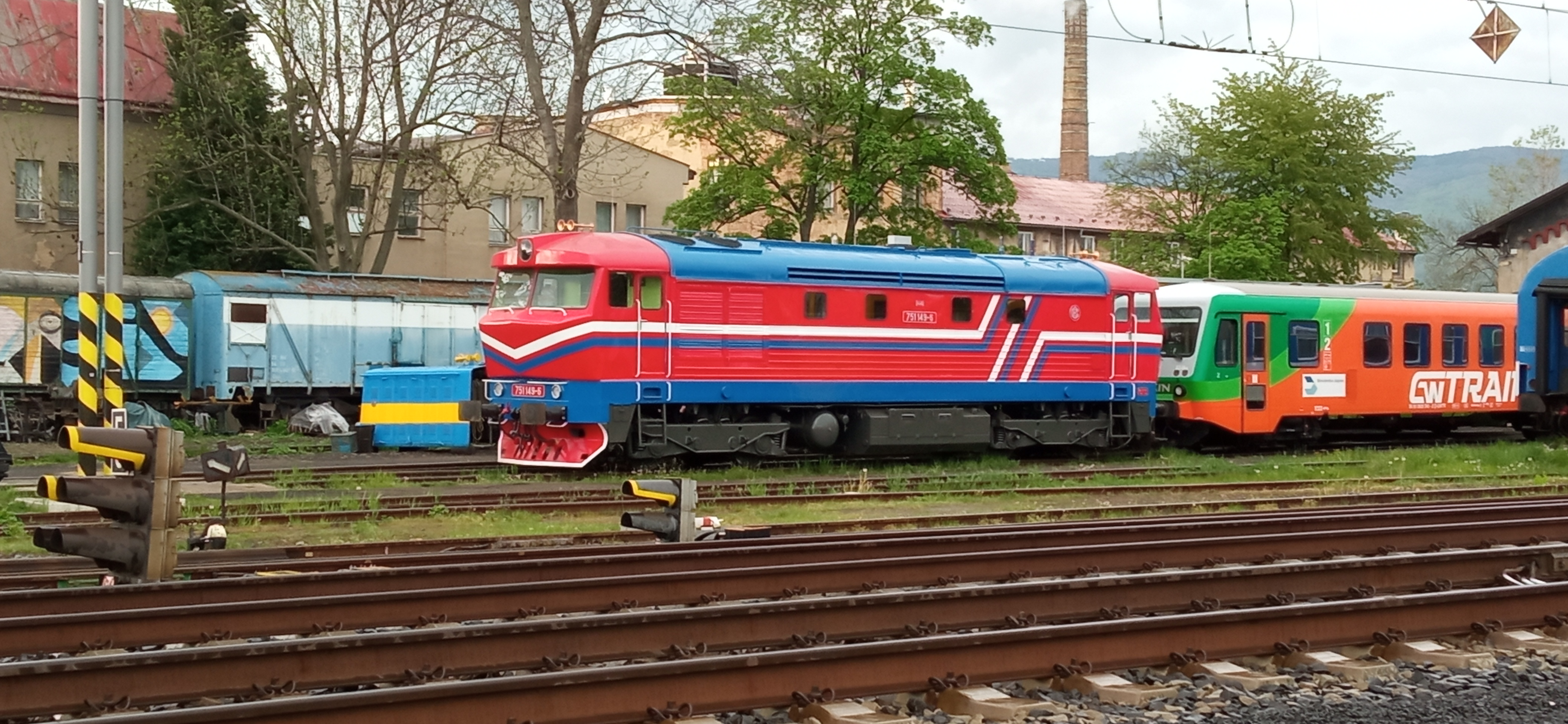
Stroj 751.149 zvaný "Rudý Říjen" stojí po novém laku u depa Teplice.

- 751.002-7 (T478.1002; České dráhy)
- 751.004-3 (T478.1004; České dráhy)
- 751.007-6 (T478.1007; Retrolok, depo Horažďovice)
- 751.010-0 (T478.1010; Národní technické muzeum)
- 751.031-6 (Junior market)
- 751.033-5 (T478.1033; KŽC Doprava)[6]
- 751.058-9 (T478.1058; Klub přátel kolejových vozidel, depo Brno dolní)
- 751.115-7 (Kladenská dopravní strojní)
- 751.119-9 (Klub přátel kolejových vozidel)
- 751.131-4 (T478.1131; Prievidzský parostrojný spolok)
- 751.148-8 (T478.1148; České dráhy)
- 751.149-6 (TRAK Rail)
- 751.154-6 (Junior market)
- 751.176-9 (FAN RAIL)
- 751.201-5 (T478.1201; Železničné múzeum Slovenskej republiky, pronajata Albatrosklubu Bratislava)[zdroj⁠?!]
- 751.207-2 (Spolek Hrbatá Máňa)
- 751.220-5 (Klub přátel kolejových vozidel)
- 751.232-0 (Východočeská dráha)
- 751.236-1 (Posázavský pacifik)
- 751.335-1 (Moravská železniční)

## Přezdívky
V průběhu mnoha let úspěšného provozu se pro tyto ikonické stroje vžila celá řada, mnohdy humorných, pojmenování. Zajímavé je to, že v každém regionu, kde se v průběhu let objevily, je jiné. V Praze a středních Čechách je strojvedoucí nazývají zamračené podle profilu střechy pod horním reflektorem, díky čemuž stroj vypadá jako kdyby se mračil. Tato pojmenování byla typická také pro východočeská depa a depa na Vysočině. Na jižni Moravě jim říkají bardotky, protože zkosené čelo lokomotivy připomíná, zejména při pohledu z boku, špičaté poprsí herečky Brigitte Bardotové. Na Liberecku a v severních Čechách to byly mračouni, na Olomoucku a v oblasti Jeseníků pak berty. Slovem hondy se pak označovaly v depu Ostrava. Působením v jižních Čechách si tamější lokomotivy vysloužily přezdívku Ceckatá. V jihozápadní části republiky to pak byly barči nebo baruny. Na Slovensku si vedle přezdívek bardotka a cecaňa vysloužili označení pegas, především pak ve východní části země.